# HQ Возничего
HQ Возничего (лат. HQ Aurigae) — одиночная переменная звезда в созвездии Возничего на расстоянии (вычисленном из значения параллакса) приблизительно 16292 световых лет (около 4995 парсеков) от Солнца. Видимая звёздная величина звезды — от менее +15,5m до +13m.

## Характеристики
HQ Возничего — красная пульсирующая переменная звезда, мирида (M) спектрального класса M. Эффективная температура — около 3288 К.